# Desastre de Suecia
El desastre de Suecia es el nombre con el que se conoce a la temprana eliminación de la selección de fútbol de Argentina de la Copa Mundial de 1958 a manos de la selección de fútbol de Checoslovaquia. El encuentro se disputó el 15 de junio de 1958 en el Estadio Olimpia de la ciudad de Helsingborg, Suecia, país sede del campeonato. Aquel día, Checoslovaquia goleó a Argentina por 6-1. El resultado final significa la derrota más abultada del seleccionado albiceleste en una Copa del Mundo, y la mayor caída de su historia, posteriormente igualada por la selección de Bolivia, en abril de 2009 en el marco de la 12.ª fecha de las eliminatorias para el Mundial 2010; y por la selección española, en un amistoso de marzo de 2018.

## Antecedentes y años previos
Antes de ese encuentro, los dos equipos se habían enfrentado solamente en una oportunidad, el 16 de agosto de 1956 en El Gasómetro de Buenos Aires con una victoria de los locales por 1 a 0.
Argentina llegaba a la cita mundialista con el título de campeón sudamericano a cuestas, luego del logro obtenido un año antes en Perú. Muchas de las figuras del fútbol argentino de aquella época, como Amadeo Carrizo, Ángel Labruna (ambos integrantes de La Máquina de River), Omar Corbatta, José Ramos Delgado (quien posteriormente jugó junto con Pelé en Santos) y José Sanfilippo (histórico goleador de San Lorenzo de Almagro) tuvieron lugar en el plantel definitivo que viajó a Suecia en busca de la primera conquista mundial del seleccionado rioplatense y luego de 24 años de ausencia en la máxima cita. Bajo la dirección técnica de Guillermo Stábile, el conjunto argentino alcanzó la clasificación después de eliminar a Bolivia y a Chile.
Checoslovaquia, por su parte, había logrado el boleto tras superar a Gales y a Alemania Democrática en el grupo 4 de la UEFA. Como por aquel entonces aún no se desarrollaba ningún campeonato de fútbol oficial entre todas las selecciones europeas (la Eurocopa inició recién en 1960), los únicos rivales surgían de los amistosos determinados por la FIFA, y de la Copa Internacional de Europa Central, un torneo que se disputó entre fines de los años '20 y '50 por las selecciones más fuertes de dicha región continental. El equipo checoslovaco llegaba al Mundial con siete partidos consecutivos sin conocer la derrota, dos de ellos amistosos, tres por la eliminatoria y dos por la Copa de Europa Central.

## El Mundial
En 1958, ambas selecciones coincidieron en el Grupo 1 de la Copa del Mundo junto a Alemania Federal e Irlanda del Norte.
Tras la disputa de las dos primeras jornadas, Argentina llegaba con 2 puntos producto de una derrota ante Alemania por 3-1 y una victoria ante el equipo británico por el mismo marcador. Checoslovaquia, en cambio, había logrado un solo punto debido al empate ante los teutones y una derrota por la mínima diferencia ante el seleccionado norirlandés, de modo que debía ganar para lograr un intento de clasificación.
Posiciones previas al partido
| Equipo            | Pts | PJ | PG | PE | PP | GF | GC | Dif |
| ----------------- | --- | -- | -- | -- | -- | -- | -- | --- |
| Alemania Federal  | 3   | 2  | 1  | 1  | 0  | 5  | 3  | 5   |
| Argentina         | 2   | 2  | 1  | 0  | 1  | 4  | 4  | 0   |
| Irlanda del Norte | 2   | 2  | 1  | 0  | 1  | 2  | 3  | -1  |
| Checoslovaquia    | 1   | 2  | 0  | 1  | 1  | 2  | 3  | -1  |

## El partido
Los europeos rápidamente tomaron el control del encuentro y en el minuto 8 el defensor Milan Dvořák convirtió el primer tanto con un remate desde afuera del área. A los 17 minutos los checos aumentan por medio de Zdeněk Zikán luego de un rechazo fallido de Francisco Lombardo. Sobre el final del primer tiempo, a los 40, Zikán volvió a marcar.
Ya en el segundo tiempo los sudamericanos trataron de acortar distancias. Fue así que a los 65 minutos Orestes Omar Corbatta consigue el 1-3 por medio de un penal. Sin embargo cuatro minutos después Jiří Feureisl convertía el cuarto tanto. Luego Václav Hovorka aumentaría en dos ocasiones, a los 82 y 89 minutos, poniendo la cifra definitiva de 6 a 1.

### Ficha del partido
| 19    | POR   | Břetislav Dolejší  |  |
| 4     | DEF   | Ladislav Novák     |  |
| 8     | DEF   | Milan Dvořák       |  |
| 16    | DEF   | Ján Popluhár       |  |
| 5     | MED   | Josef Masopust     |  |
| 2     | MED   | Gustáv Mráz        |  |
| 9     | DEL   | Pavol Molnár       |  |
| 10    | DEL   | Jaroslav Borovička |  |
| 12    | DEL   | Zdeněk Zikán       |  |
| 13    | DEL   | Václav Hovorka     |  |
| 14    | DEL   | Jiří Feureisl      |  |
| D. T. | D. T. | Karel Kolský       |  |

| 1     | POR   | Amadeo Carrizo        |  |
| 2     | DEF   | Pedro Dellacha        |  |
| 6     | DEF   | José Varacka          |  |
| 4     | MED   | Francisco Lombardo    |  |
| 5     | MED   | Néstor Rossi          |  |
| 3     | MED   | Federico Vairo        |  |
| 7     | DEL   | Orestes Omar Corbatta |  |
| 9     | DEL   | Norberto Menéndez     |  |
| 11    | DEL   | Ángel Labruna         |  |
| 19    | DEL   | Ludovico Avio         |  |
| 22    | DEL   | Osvaldo Cruz          |  |
| D. T. | D. T. | Guillermo Stábile     |  |

| Anotado | 8'  | Milan Dvořák   | 1-0 |
| Anotado | 17' | Zdeněk Zikán   | 2-0 |
| Anotado | 40' | Zdeněk Zikán   | 3-0 |
| Anotado | 69' | Jiří Feureisl  | 4-1 |
| Anotado | 82' | Václav Hovorka | 5-1 |
| Anotado | 89' | Václav Hovorka | 6-1 |

| Anotado · Penal | 65' | Orestes Omar Corbatta | 3-1 |

| Árbitro             | Arthur Ellis   |
| Árbitro asistente 1 | Reginald Leafe |
| Árbitro asistente 2 | Fritz Seipelt  |

| 19    | POR   | Břetislav Dolejší  |  |
| 4     | DEF   | Ladislav Novák     |  |
| 8     | DEF   | Milan Dvořák       |  |
| 16    | DEF   | Ján Popluhár       |  |
| 5     | MED   | Josef Masopust     |  |
| 2     | MED   | Gustáv Mráz        |  |
| 9     | DEL   | Pavol Molnár       |  |
| 10    | DEL   | Jaroslav Borovička |  |
| 12    | DEL   | Zdeněk Zikán       |  |
| 13    | DEL   | Václav Hovorka     |  |
| 14    | DEL   | Jiří Feureisl      |  |
| D. T. | D. T. | Karel Kolský       |  |

| 1     | POR   | Amadeo Carrizo        |  |
| 2     | DEF   | Pedro Dellacha        |  |
| 6     | DEF   | José Varacka          |  |
| 4     | MED   | Francisco Lombardo    |  |
| 5     | MED   | Néstor Rossi          |  |
| 3     | MED   | Federico Vairo        |  |
| 7     | DEL   | Orestes Omar Corbatta |  |
| 9     | DEL   | Norberto Menéndez     |  |
| 11    | DEL   | Ángel Labruna         |  |
| 19    | DEL   | Ludovico Avio         |  |
| 22    | DEL   | Osvaldo Cruz          |  |
| D. T. | D. T. | Guillermo Stábile     |  |

| Anotado | 8'  | Milan Dvořák   | 1-0 |
| Anotado | 17' | Zdeněk Zikán   | 2-0 |
| Anotado | 40' | Zdeněk Zikán   | 3-0 |
| Anotado | 69' | Jiří Feureisl  | 4-1 |
| Anotado | 82' | Václav Hovorka | 5-1 |
| Anotado | 89' | Václav Hovorka | 6-1 |

| Anotado · Penal | 65' | Orestes Omar Corbatta | 3-1 |

| Árbitro             | Arthur Ellis   |
| Árbitro asistente 1 | Reginald Leafe |
| Árbitro asistente 2 | Fritz Seipelt  |

## Consecuencias
La derrota, considerada humillante, trajo consecuencias de carácter inmediato y otras que influyeron decisivamente en el desarrollo posterior del fútbol argentino.
La temprana eliminación del equipo argentino hizo eco en los principales medios gráficos de la época. Las críticas comenzaron a caer sobre el presidente de la AFA, Raúl Colombo, y el cuerpo técnico, mientras el plantel fue recibido en el Aeropuerto de Ezeiza con insultos y arrojando monedas.
Guillermo Stábile renunció a la dirección técnica tras este episodio, cargo que mantenía desde 1939 y en el cual había logrado 6 títulos de Campeonato sudamericano.
Ángel Labruna, delantero de ese equipo y segundo máximo goleador de la historia del fútbol argentino (detrás de Arsenio Erico), tiempo después declaró ante la prensa:

Fuimos con los ojos vendados, a ciegas. No estábamos preparados ni física ni tácticamente para afrontar tres partidos en una semana.

Amadeo Carrizo, el arquero de Argentina, renunció a la selección de su país, sin embargo, en 1964, volvió para la Copa de las Naciones. Luego revelaría lo siguiente:  

Cuando llegamos al país, después de la eliminación, el avión tuvo que aterrizar en una chacra de Monte Grande para que no nos mataran. Algunos periodistas argentinos que estaban en Suecia le habían pedido a la gente que nos fueran a buscar a la estación aérea con palos y piedras, había mucha bronca, nos querían matar, decían que éramos vendepatria. Nadie nos iba a creer que la Argentina carecía de organización y que ninguno de nosotros cobró un solo peso para jugar ese mundial.